# Малая Сукромка
Малая Сукромка (Каменка) — река в России, протекает по Тульской области. Правый приток реки Большая Сукромка.

## География
Река Малая Сукромка берёт начало у деревни Коптевка. Течёт на восток. Устье реки находится у села Бутырки в 2,6 км от устья Большой Сукромки. Длина реки составляет 18 км, площадь водосборного бассейна — 93,3 км².

## Данные водного реестра
По данным государственного водного реестра России относится к Донскому бассейновому округу, водохозяйственный участок реки — Дон от истока до города Задонск, без рек Красивая Меча и Сосна, речной подбассейн реки — бассейны притоков Дона до впадения Хопра. Речной бассейн реки — Дон (российская часть бассейна).
Код объекта в государственном водном реестре — 05010100312107000000236.